# Rhizoecus theobromae
Rhizoecus theobromae är en insektsart som först beskrevs av Hambleton 1946.  Rhizoecus theobromae ingår i släktet Rhizoecus och familjen ullsköldlöss.
Artens utbredningsområde är Ecuador. Inga underarter finns listade i Catalogue of Life.